# La battaglia del Mar dei Coralli
La battaglia del Mar dei Coralli è un film di guerra del 1959, diretto da Paul Wendkos.

## Trama
Seconda guerra mondiale. L'equipaggio di un sommergibile statunitense viene incaricato di compiere una missione esplorativa per fotografare le navi da battaglia giapponesi, utilizzando una macchina fotografica adattata al periscopio. Il sommergibile però, è scoperto dal nemico e l'equipaggio, prima di essere catturato dai giapponesi, riesce ad autoaffondarlo. 

Nel campo di prigionia i marinai americani devono subire i soprusi del nemico. Tuttavia alcuni riescono a fuggire con l'aiuto di altri prigionieri australiani ed inglesi, e riescono a portare le informazioni raccolte agli Alleati.
Il film termina con immagini di repertorio sulla battaglia del Mar dei Coralli che, secondo la sceneggiatura del film, è stata resa possibile grazie alle informazioni ottenute dai sommergibilisti.